# Leucinodes erosialis
Leucinodes erosialis là một loài bướm đêm trong họ Crambidae.